# Erdmannswalde

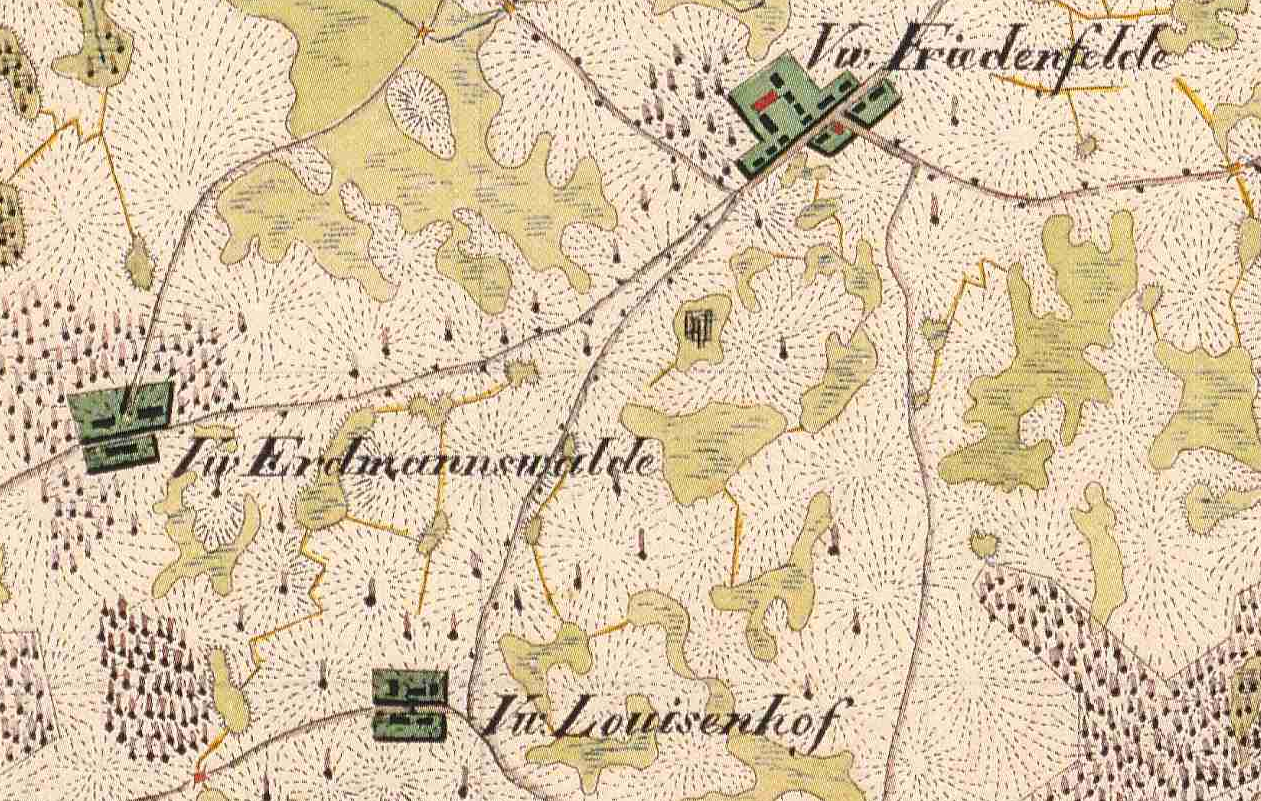
Friedenfelde, Erdmannswalde und Luisenhof (Louisenhof) auf dem Urmesstischblatt 2848 Gerswalde von 1826

Erdmannswalde war ein Wohnplatz und Ortsteil von Friedenfelde, einem Gemeindeteil von Gerswalde im Landkreis Uckermark (Brandenburg). Der Wohnplatz entstand um/vor 1775 als Ziegelei bzw. Vorwerk zum Rittergut Neudorf bzw. Friedenfelde. 1967 ist Erdmannswalde noch als Wohnplatz von Friedenfelde bezeichnet. Danach wurde er abgebrochen.

## Lage
Der Wohnplatz Erdmannswalde lag etwa 1,2 km südwestlich von Neudorf bzw. etwas über fünf Kilometer Luftlinie südwestlich vom Kernort Gerswalde auf der (heutigen) Gemarkung von Friedenfelde. Der Wohnplatz lag auf 68 m ü. NHN.

## Geschichte
1775 war am Ort eine Ziegelei vorhanden, vermutlich ist es bereits die ohne Namen genannte Ziegelei nahe der Heide. Es gab zwei Feuerstellen in einem Familienhaus, das sieben Bewohner hatte. 1790 ist Erdmannswalde dann als Rittervorwerk bezeichnet. 1795 war Erdmannsweiler aber immer noch eine Ziegelei, aber auch eine Holländerei, also ein Gut auf dem vorwiegend Milchwirtschaft betrieben wurde. 1801 beschrieb Friedrich Wilhelm Bratring Erdmannswalde als Holländerei, bei und zu Friedenfelde gehörig, nebst 1 Einlieger und einer Ziegelei. Erdmannswalde bestand damals aus drei Wohnhäusern, in denen 22 Menschen lebten. 1817 hatte das Vorwerk Erdmannswalde 26 Einwohner. Die Topographisch-statistische Uebersicht des Regierungs-Bezirks Potsdam und der Stadt Berlin von 141 beschreibt Erdmannswalde als Gut mit drei Wohnhäusern und 33 Einwohnern. 1860 gab es nur noch zwei Wohnhäuser, plus vier Wirtschaftsgebäude. Sehr wahrscheinlich war die Holländerei aufgegeben worden, denn der Viehbestand wird nur noch mit zwei Stück Rindvieh angegeben. 1871 waren im Vorwerk Erdmannswalde zwei Wohnhäuser vorhanden, aber schon 35 Einwohner.
| Jahr      | 1774 | 1790 | 1801 | 1817 | 1840 | 1858 | 1867  | 1895 | 1925 |
| Einwohner | 7    | 14   | 26   | 33   | 33   | 35   | k. A. | 5    |      |

## Kommunale Geschichte
Als die Ziegelei um/vor 1769 angelegt wurde, war sie Zubehör zum Rittergut Neudorf und gehörte zum Uckermärkischen Kreis der Mark Brandenburg. Mit der Kreisreform von 1816/17 wurden aus der Uckermark drei neue Kreise gebildet. Neuhof mit dem Zubehör Achimswalde, Erdmannswalde und Stiern kam zum Kreis Templin der Provinz Brandenburg. Mit der Kreisreform von 1952 in der damaligen DDR bekam der Kreis Templin einen völlig neuen Zuschnitt und wurde dem Bezirk Neubrandenburg zugeordnet. Mit der Kreisreform von 1993 im Land Brandenburg wurden die drei Kreise Angermünde, Prenzlau und Templin zum Landkreis Uckermark vereinigt.
Neudorf wurde nach der Erbteilung von 1752 eigenständiges Rittergut. Nach 1763 wurde es an das Rittergut Friedenfelde angeschlossen, Erdmannswalde gehörte nun zum Rittergut Friedenfelde. Nach dem Verkauf von Friedenfelde 1818 wurde Neudorf wieder Rittergut mit dem Zubehör Achimswalde, Erdmannswalde und Stiern. Ab Mitte des 19. Jahrhunderts bildete Neudorf zusammen mit Achimswalde, Erdmannswalde und Stiern den Gutsbezirk Neudorf, der 1874 dem Amtsbezirk 5 Groß Fredenwalde des Kreises Templin zugewiesen wurde. 1928 wurde der Gutsbezirk Neudorf (mit Achimswalde, Erdmannswalde und Stiern) mit dem Gutsbezirk Friedenfelde zur Gemeinde Friedenfelde vereinigt. 1931, 1950 war Erdmannswalde Wohnplatz von Friedenfelde, 1957 und 1971 Ortsteil von Friedenfelde. Friedenfelde schloss sich 1992 mit dreizehn anderen Gemeinden zur Verwaltungsgemeinschaft Amt Gerswalde zusammen. Zum 31. Dezember 2001 schlossen sich Friedenfelde, Gerswalde, Groß Fredenwalde, Kaakstedt und Krohnhorst zur neuen Gemeinde Gerswalde zusammen. Friedenfelde und Neudorf sind heute Gemeindeteile von Gerswalde, Achimswalde und Stiern sind nur Wohnplätze. Erdmannswalde wurde letztmals 1967 als Wohnplatz von Friedenfelde genannt. Danach wurde es abgebrochen. Der genaue Zeitpunkt ließ sich bisher nicht ermitteln.